# Hydroeciodes flavostigma
Hydroeciodes flavostigma là một loài bướm đêm trong họ Noctuidae.